# Zantedeschia valida
Zantedeschia valida là một loài thực vật có hoa trong họ Ráy (Araceae). Loài này được (Letty) Y.Singh miêu tả khoa học đầu tiên năm 1996.